# موریس بلک
موریس بلک (انگلیسی: Maurice Black؛ ‏ ۱۴ ژانویهٔ ۱۸۹۱ – ۱۸ ژانویهٔ ۱۹۳۸) بازیگر اهل ایالات متحده آمریکا بود.
از فیلم‌هایی که وی در آن نقش داشته‌است، می‌توان به خیابان شانس، آبراهام لینکلن، برادران، سزار کوچک، صفحه نخست، راسپوتین و امپراتریس، فریادی در شب، عروس فرانکنشتاین، جنگ‌های صلیبی، بانی اسکاتلند، آخرین روزهای پمپی، زندگی امیل زولا، فایرفلای، صورت‌زخمی، پرواز به ریو و کوسه ببری اشاره کرد.

## مرگ
او بر اثر ذات الریه درگذشت. او با ادیث رینور ازدواج کرده بود.